# François Brisson
François Brisson (Saintes, 9 aprile 1958) è un allenatore di calcio ed ex calciatore francese, di ruolo attaccante.

## Statistiche

### Presenze e reti nei club
| Stagione                   | Squadra                    | Campionato                 | Campionato | Campionato | Coppe nazionali | Coppe nazionali | Coppe nazionali | Coppe continentali | Coppe continentali | Coppe continentali | Altre coppe | Altre coppe | Altre coppe | Totale | Totale |
| Stagione                   | Squadra                    | Comp                       | Pres       | Reti       | Comp            | Pres            | Reti            | Comp               | Pres               | Reti               | Comp        | Pres        | Reti        | Pres   | Reti   |
| -------------------------- | -------------------------- | -------------------------- | ---------- | ---------- | --------------- | --------------- | --------------- | ------------------ | ------------------ | ------------------ | ----------- | ----------- | ----------- | ------ | ------ |
| 1975-1976                  | Paris Saint-Germain        | D1                         | 1          | 0          | CF              | 1               | 0               | -                  | -                  | -                  | -           | -           | -           | 2      | 0      |
| 1976-1977                  | Paris Saint-Germain        | D1                         | 7          | 0          | CF              | -               | -               | -                  | -                  | -                  | -           | -           | -           | 7      | 0      |
| 1977-1978                  | Paris Saint-Germain        | D1                         | 33         | 4          | CF              | 3               | 1               | -                  | -                  | -                  | -           | -           | -           | 36     | 5      |
| 1978-1979                  | Paris Saint-Germain        | D1                         | 23         | 2          | CF              | 1               | 0               | -                  | -                  | -                  | -           | -           | -           | 24     | 2      |
| 1979-1980                  | Laval                      | D1                         | 38         | 10         | CF              | 1               | 0               | -                  | -                  | -                  | -           | -           | -           | 39     | 10     |
| 1980-1981                  | Paris Saint-Germain        | D1                         | 17         | 0          | CF              | 1               | 0               | -                  | -                  | -                  | -           | -           | -           | 18     | 0      |
| Totale Paris Saint-Germain | Totale Paris Saint-Germain | Totale Paris Saint-Germain | 81         | 6          |                 | 6               | 1               |                    | -                  | -                  |             | -           | -           | 87     | 7      |
| 1981-1982                  | Lens                       | D1                         | 31         | 2          | CF              | 1               | 1               | -                  | -                  | -                  | -           | -           | -           | 32     | 3      |
| 1982-1983                  | Lens                       | D1                         | 38         | 10         | CF              | 3               | 1               | -                  | -                  | -                  | -           | -           | -           | 41     | 11     |
| 1983-1984                  | Lens                       | D1                         | 38         | 17         | CF              | 7               | 2               | CU                 | 6                  | 1                  | -           | -           | -           | 51     | 20     |
| 1984-1985                  | Lens                       | D1                         | 36         | 11         | CF              | 4               | 1               | -                  | -                  | -                  | -           | -           | -           | 40     | 12     |
| Totale Lens                | Totale Lens                | Totale Lens                | 143        | 40         |                 | 15              | 5               |                    | 6                  | 1                  |             | -           | -           | 164    | 46     |
| 1985-1986                  | Strasburgo                 | D1                         | 38         | 10         | CF              | 5               | 2               | -                  | -                  | -                  | -           | -           | -           | 43     | 12     |
| 1986-1987                  | O. Marsiglia               | D1                         | 27         | 1          | CF              | 3               | 1               | -                  | -                  | -                  | -           | -           | -           | 30     | 2      |
| ago.-ott. 1987             | O. Marsiglia               | D1                         | 4          | 0          | CF              | -               | -               | -                  | -                  | -                  | -           | -           | -           | 4      | 0      |
| Totale O. Marsiglia        | Totale O. Marsiglia        | Totale O. Marsiglia        | 31         | 1          |                 | 3               | 1               |                    | -                  | -                  |             | -           | -           | 34     | 2      |
| ott. 1987-1988             | Laval                      | D1                         | 20         | 4          | CF              | 1               | 0               | -                  | -                  | -                  | -           | -           | -           | 21     | 4      |
| 1988-1989                  | Laval                      | D1                         | 38         | 8          | CF              | 1               | 0               | -                  | -                  | -                  | -           | -           | -           | 39     | 8      |
| Totale Laval               | Totale Laval               | Totale Laval               | 96         | 22         |                 | 3               | 0               |                    | -                  | -                  |             | -           | -           | 99     | 22     |
| 1989-1990                  | O. Lione                   | D1                         | 28         | 7          | CF              | -               | -               | -                  | -                  | -                  | -           | -           | -           | 28     | 7      |
| 1990-1991                  | Lille                      | D1                         | 28         | 10         | CF              | 2               | 3               | -                  | -                  | -                  | -           | -           | -           | 30     | 13     |
| 1991-1992                  | Lille                      | D1                         | 38         | 5          | CF              | 1               | 1               | -                  | -                  | -                  | -           | -           | -           | 39     | 6      |
| 1992-1993                  | Lille                      | D1                         | 22         | 2          | CF              | 1               | 0               | -                  | -                  | -                  | -           | -           | -           | 23     | 2      |
| Totale Lille               | Totale Lille               | Totale Lille               | 88         | 17         |                 | 4               | 4               |                    | -                  | -                  |             | -           | -           | 92     | 21     |
| Totale carriera            | Totale carriera            | Totale carriera            | 505        | 103        |                 | 36              | 13              |                    | 6                  | 1                  |             | -           | -           | 547    | 117    |

### Cronologia presenze e reti in nazionale
| Cronologia completa delle presenze e delle reti in nazionale ― Paesi Bassi | Cronologia completa delle presenze e delle reti in nazionale ― Paesi Bassi | Cronologia completa delle presenze e delle reti in nazionale ― Paesi Bassi | Cronologia completa delle presenze e delle reti in nazionale ― Paesi Bassi | Cronologia completa delle presenze e delle reti in nazionale ― Paesi Bassi | Cronologia completa delle presenze e delle reti in nazionale ― Paesi Bassi | Cronologia completa delle presenze e delle reti in nazionale ― Paesi Bassi | Cronologia completa delle presenze e delle reti in nazionale ― Paesi Bassi |
| Data                                                                       | Città                                                                      | In casa                                                                    | Risultato                                                                  | Ospiti                                                                     | Competizione                                                               | Reti                                                                       | Note                                                                       |
| -------------------------------------------------------------------------- | -------------------------------------------------------------------------- | -------------------------------------------------------------------------- | -------------------------------------------------------------------------- | -------------------------------------------------------------------------- | -------------------------------------------------------------------------- | -------------------------------------------------------------------------- | -------------------------------------------------------------------------- |
| 10-11-1982                                                                 | Rotterdam                                                                  | Paesi Bassi                                                                | 1 – 2                                                                      | Francia                                                                    | Amichevole                                                                 | -                                                                          | 68’                                                                        |
| 13-10-1984                                                                 | Lussemburgo                                                                | Lussemburgo                                                                | 0 – 4                                                                      | Francia                                                                    | Qual. Mondiali 1986                                                        | -                                                                          | 73’                                                                        |
| Totale                                                                     |                                                                            | Presenze                                                                   | 2                                                                          |                                                                            | Reti                                                                       | 0                                                                          |                                                                            |